# Geocalyx graveolens
Geocalyx graveolens là một loài rêu tản trong họ Geocalycaceae. Loài này được (Schrad.) Nees miêu tả khoa học lần đầu tiên năm 1836.